# Hendrik Hoogers

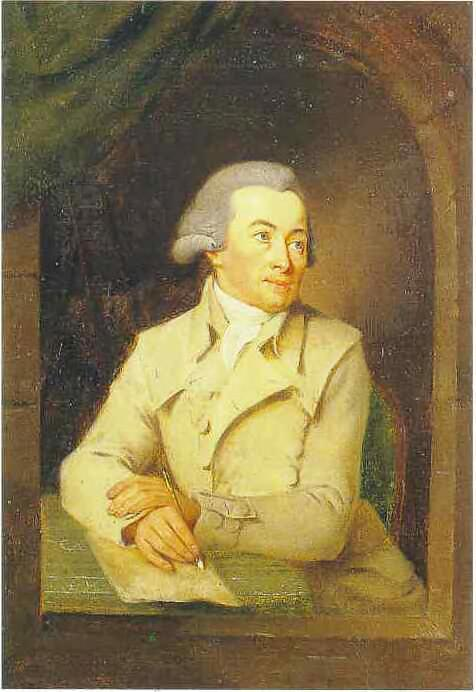
Hendrik Hoogers geschilderd door Johan Bernard Scheffer (1792)

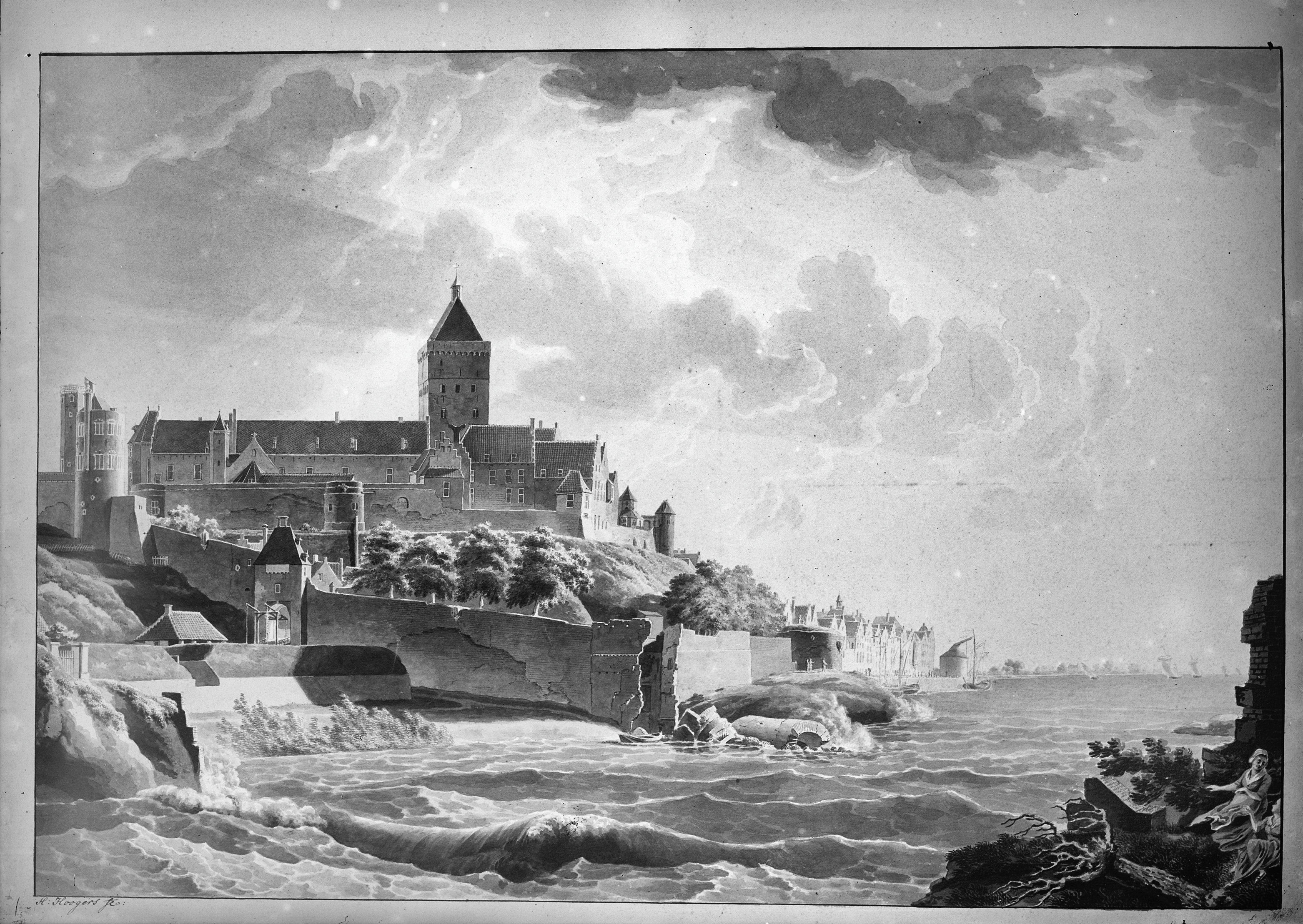
Tekening van Hoogers van de Valkhofburcht te Nijmegen

Hendrik Hoogers (Nijmegen, circa 26 maart 1747 - aldaar, 15 november 1814), was een Nederlandse tekenaar en kopergraveur, die met name bekend is om zijn afbeeldingen van Nijmegen en van de serie Memorie-prenten van de Valkhofburcht aldaar. Ook was hij burgemeester van Nijmegen.

## Biografie
Hendrik Hoogers is op 26 maart 1747 gedoopt in Nijmegen. Zijn vader was leerlooier en Hendrik wordt ook tot leerlooier opgeleid. Hij was al jong aangetrokken tot tekenen, dichten en musiceren, maar zag deze bezigheden niet als broodwinning. 
Hij maakt omstreeks 1771 kennis met Hermyna Tack uit Amsterdam. Uit dat jaar dateren zijn vroegst bekende werken, waaronder de beroemde uitbeelding van de St. Stevenstoren van Nijmegen. In 1772 huwt Hendrik met Hermyna en in 1773 wordt de eerste van hun drie kinderen geboren. 
Het zijn de beginjaren van het neoclassicisme in de kunst en de periode van oprichting van Kunstacademies en tekenscholen in Europa. Een ervan is de in 1788 opgerichte Maatschappij Felix Meritis in Amsterdam, waarvan Hoogers een verdienstelijk lid is geweest. 
Het is ook de periode van terug naar de natuur, zoals dat door de Franse schrijver Jean Jacques Rousseau werd gepropageerd. In de schilderkunst geeft dit aanleiding tot een groep topografen, waartoe ook Hendrik Hoogers behoort, die ernaar streven landschappen uit de eigen directe omgeving exact weer te geven, maar dan wel in een geromantiseerde vorm, met voorkeur voor ruïnes en liefdespaartjes, spelende kinderen of marskramers in het landschap.    
In 1779 verliest Hoogers zijn nog jonge vrouw.  Hij zoekt een nieuwe moeder voor zijn kinderen en hertrouwt in 1781 met Cornelia van Ommeren uit Wageningen, een stad die hij ook enige malen zal tekenen.  
Hoogers is ook politiek actief in zijn stad. Hij is een overtuigd Patriot. In 1794 capituleert Nijmegen zonder verzet voor de Franse revolutionairen en de zittende magistraatsleden maken plaats voor de patriotten. Hoogers bemoeit zich actief met de bestuurlijke hervormingen die de Bataafse Republiek met zich meebrengt. Het politieke optreden van Hoogers leidt ertoe dat  hij in 1805 benoemd wordt tot burgemeester van Nijmegen; in 1806 wordt hij herbenoemd. Na zijn 2-jarig burgemeesterschap zal Hoogers nog raadslid blijven tot aan het einde van zijn leven.  
In 1796 besluit de Gewestelijke vergadering tot het slopen van de Valkhofburcht. Hoogers verzet zich zonder succes, maar het geeft hem de impuls tot zijn meesterlijke serie Memorie-prenten van de Valkhofburcht. 
Na zijn 2-jarig burgemeesterschap is Hoogers gezondheid enige jaren zwak. Maar in de jaren 1809-1811 produceert hij een weer een reeks tekeningen, met name van de Valkhofkapel en de kapel van de Belvedère in Nijmegen. Opmerkelijk is een tekening van bejaarden, wandelend in het Valkhofpark dat onder zijn burgemeesterschap is aangelegd. Van de jaren na 1811 zijn geen kunstwerken meer van zijn hand bekend. 
Hendrik Hoogers sterft op 67-jarige leeftijd in de nacht van 23 op 24 november 1814.

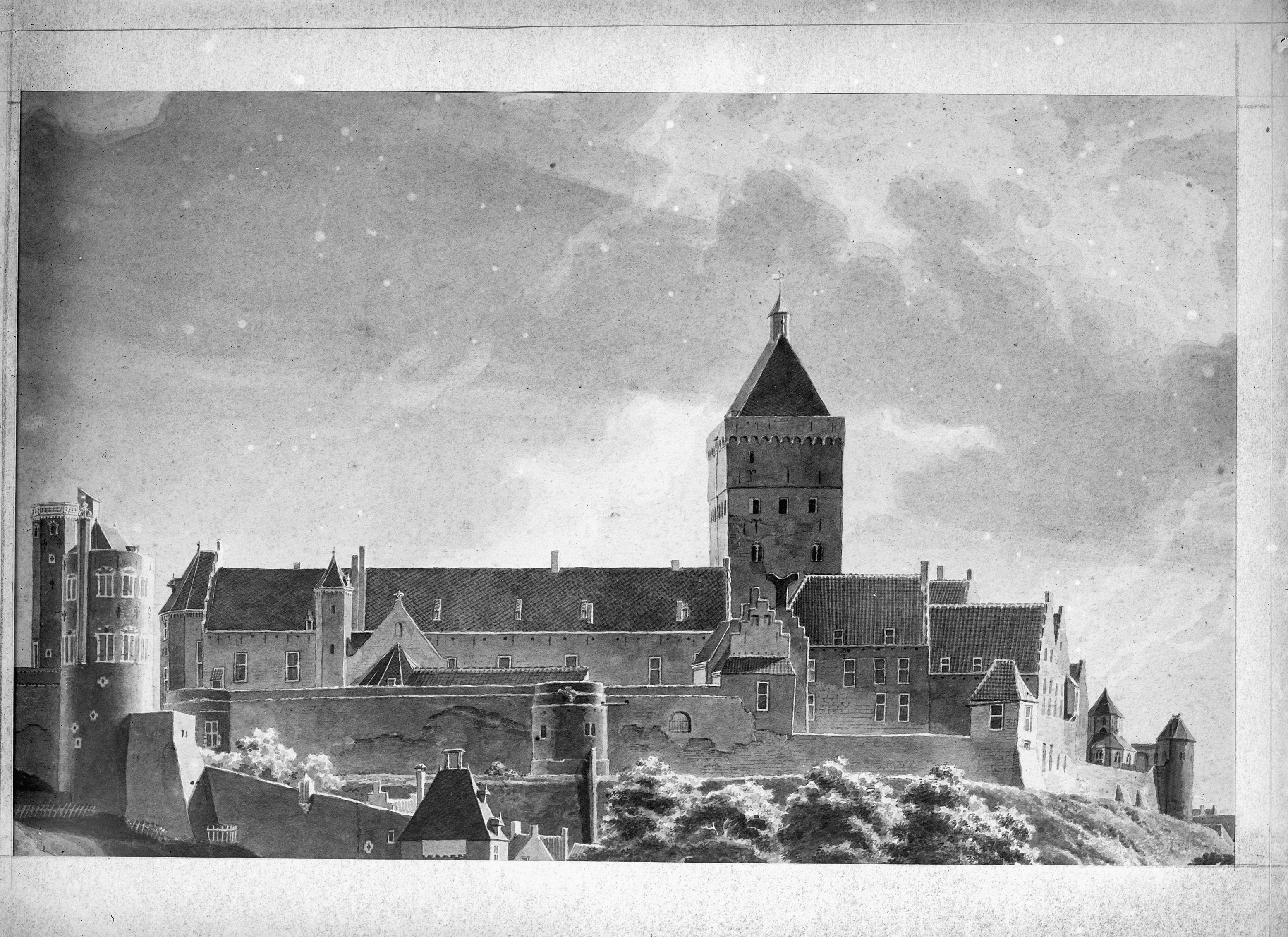
Valkhofburcht (1784, detail)
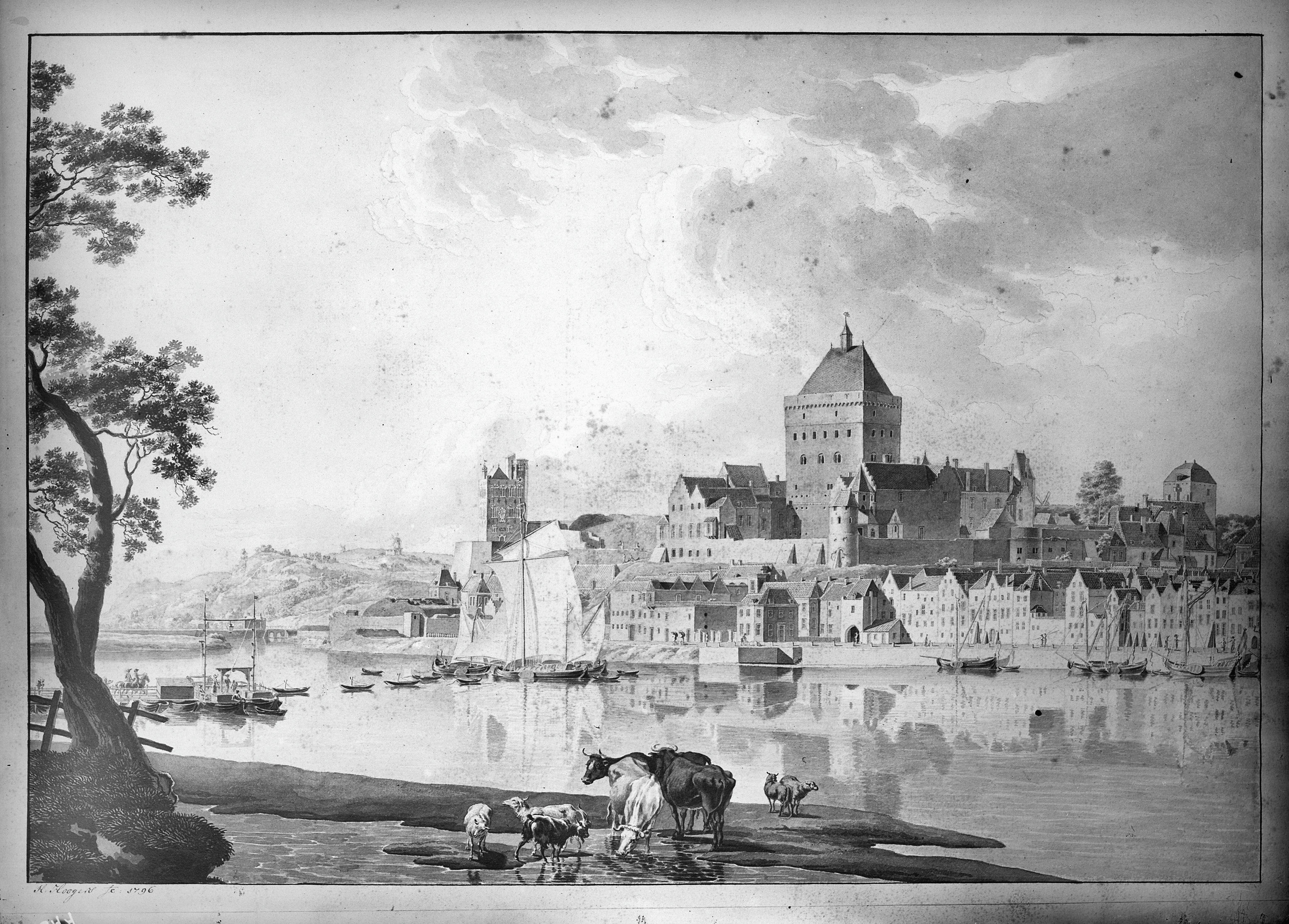
Valkhofburcht vanuit het noordwesten
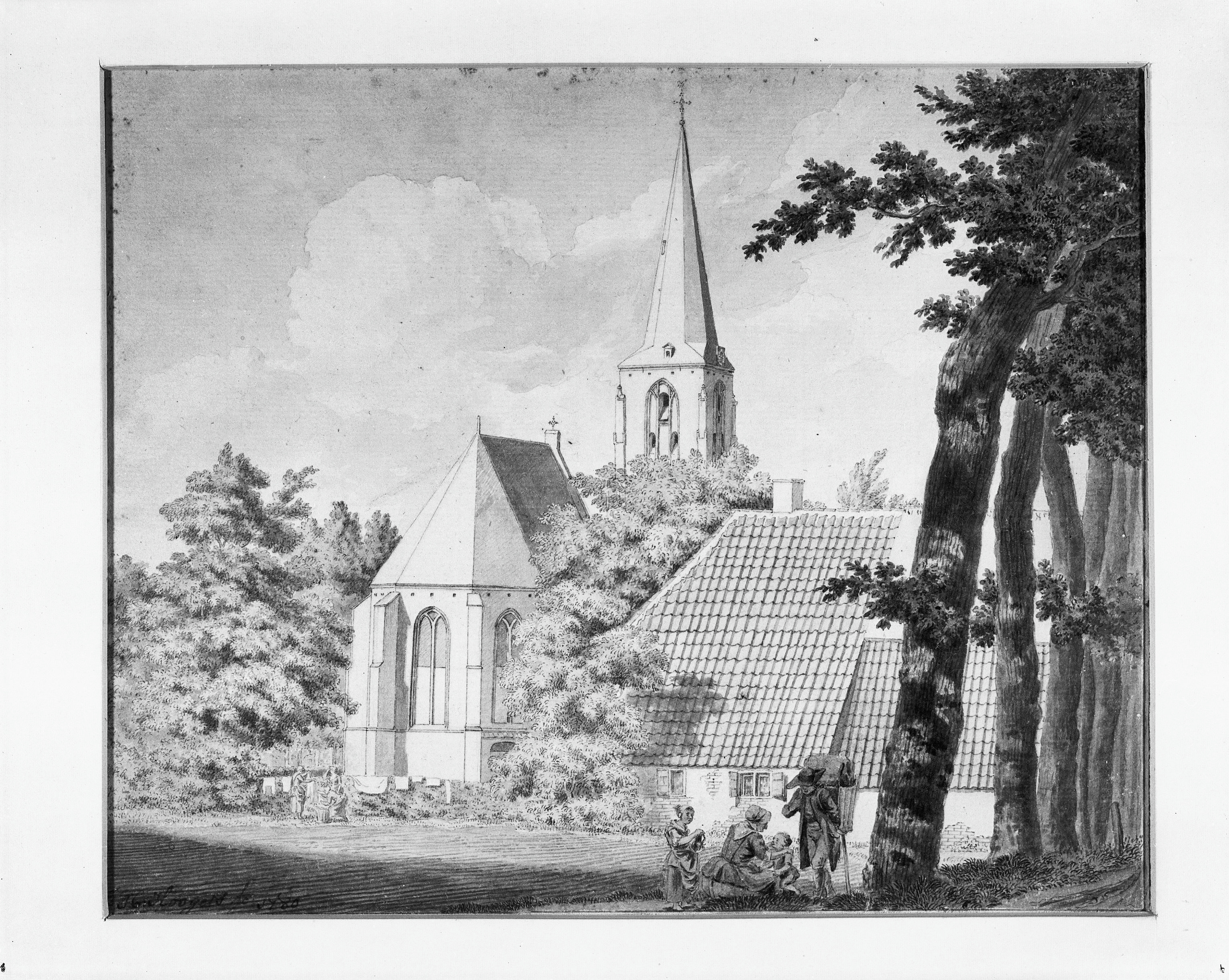
Kerk te Hees (1780)
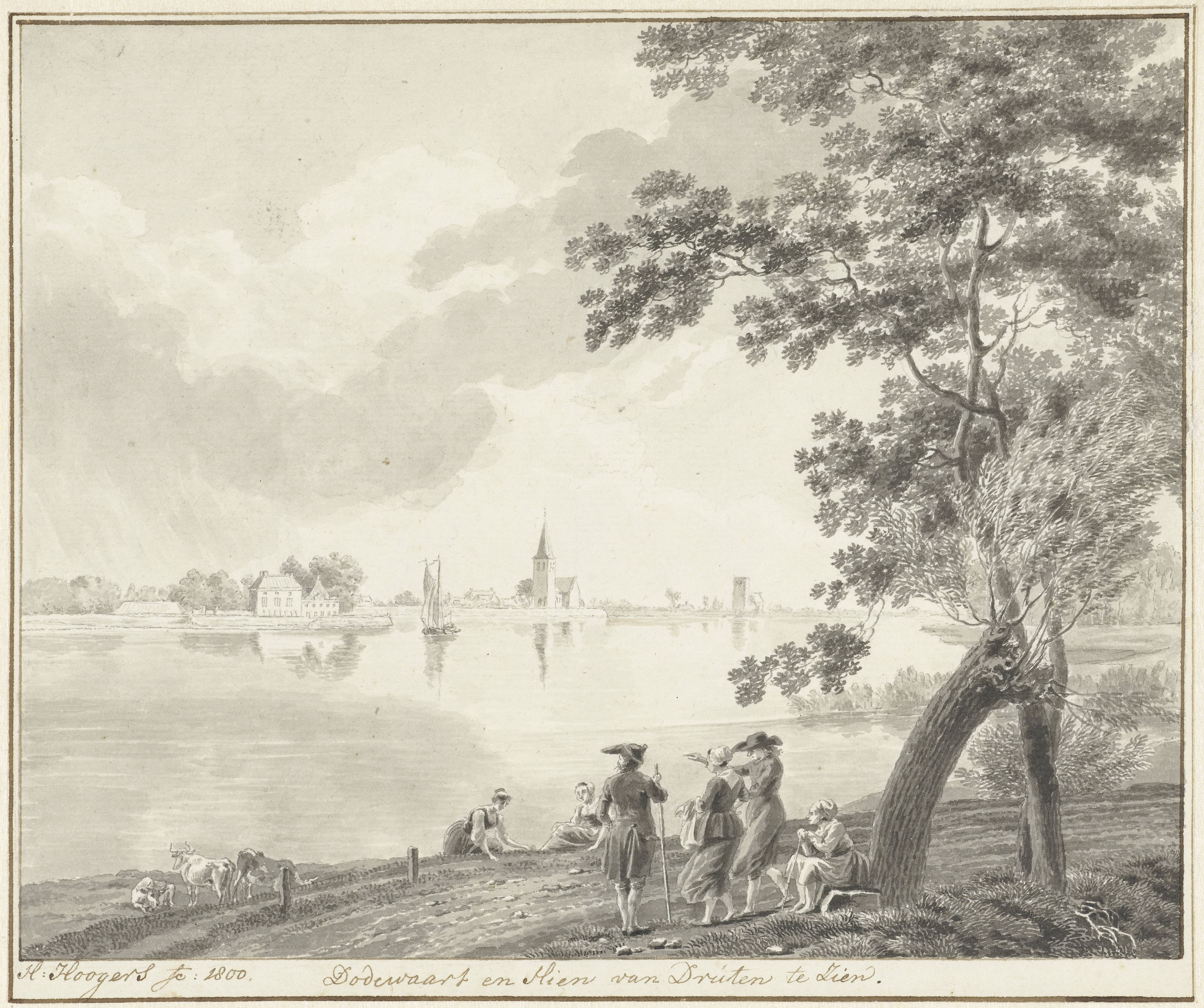
Huis de Snor (1800)

## Bron
- Bibliothèque nationale de France: cb162270609 (data)
- Biografisch Portaal: 00124697
- Digitale Bibliotheek voor de Nederlandse Letteren: hoog075
- Gemeinsame Normdatei: 14003062X
- International Standard Name Identifier: 0000 0000 8283 7445
- Nederlandse Thesaurus van Auteursnamen: 070560307
- RKD-Nederlands Instituut voor Kunstgeschiedenis: 39536
- Union List of Artist Names: 500032923
- Virtual International Authority File: 95884285
- WorldCat: E39PBJgd4JfTVgjjXfx8r3CPcP

- Numaga, jaargang XIV, nr. 3, pgs 89-99.